# Htop
Htop — монітор процесів, написаний для GNU/Linux. Призначений на заміну стандартної програми top. htop динамічно показує список системних процесів, список, зазвичай, вирівнюється за використанням процесора. На відміну від top, htop показує всі процеси в системі. Також показує час безперервної роботи, використання процесорів і пам'яті.
htop часто застосовується в тих випадках, коли видачі утиліти top, недостатньо, наприклад при пошуку витоків пам'яті в процесах.
htop написаний мовою Сі і використовує для відображення бібліотеку Ncurses.

## Можливості
Як і top, програма працює консольно, але має низку особливостей:
- Вільна вертикальна і горизонтальна прокрутка списку процесів;
- Для керування можна використовувати мишу;
- Для завершення процесу або зміни пріоритету виконання немає необхідності вводити PID, досить підвести до нього курсор;
- Наочні засоби для оцінки ефективності роботи SMPSMP і використання кожного процесорного ядра, в тому числі і для систем з великим числом процесорних ядер;
- Наявність деревоподібного режиму перегляду списку процесів;
- Підтримка візуальних тем і гнучкі можливості з кустомізації інтерфейсу;
- Підтримка роботи на монохромних терміналах;
- Можливість фільтрації процесів за власниками і різними параметрами;
- Можливість налаштування CPU affinity